# Били (Рона)
Били (фр. Bully) насеље је и општина у источној Француској у региону Рона-Алпи, у департману Рона која припада префектури Лион.
По подацима из 2011. године у општини је живело 2.075 становника, а густина насељености је износила 164,81 становника/km². Општина се простире на површини од 12,59 km². Налази се на средњој надморској висини од 313 метара (максималној 427 m, а минималној 230 m).

## Демографија
| 1962. | 1968. | 1975. | 1982. | 1990. | 1999. | 2011. |
| ----- | ----- | ----- | ----- | ----- | ----- | ----- |
| 1.025 | 1.032 | 1.095 | 1.224 | 1.464 | 1.739 | 2.075 |

График промене броја становника у току последњих година